# Trinité Haqq-Muhammad-Ali
Haqq-Mahomet-Ali est la « trinité » de l'alévisme qui comporte Ḥaqq  ((ar) حَقّ), c'est-à-dire «la Vérité divine» qui renvoie à Allah, Mahomet et Ali ibn Abi Talib. Haqq est un des 99 noms de Dieu.
La foi alévie repose sur les croyances, les institutions et les pratiques qui sont façonnées autour de l'amour de cette trinité Allah-Mahomet-Ali.
| ḤAQQ-MAHOMET-ALI                                                  | ḤAQQ-MAHOMET-ALI | ḤAQQ-MAHOMET-ALI |
| ḤAQQ                                                              | Mahomet-Ali      | Mahomet-Ali      |
| ḤAQQ                                                              | MAHOMET          | ALI              |
| ----------------------------------------------------------------- | ---------------- | ---------------- |
|                                                                   |                  |                  |
| À gauche: Allah. Au milieu: Mahomet. À droite: Ali ibn Abi Talib. |                  |                  |